# Louis Antoine Fleury Tardy
Louis-Antoine-Fleury de Tardy, comte de Montravel, né à Joyeuse le 23 septembre 1781, a été brigadier aux chevau-légers du roi Louis XVIII et maire de Joyeuse pendant quelque temps. 
Il habita à Lyon, puis Joyeuse. Enfin il acheta une terre dans la paroisse de Peaugres et restaura le château où il s'établit, et où il mourut le 21 octobre 1861. Il fut inhumé à la chapelle de N-D d'Ay.